# Clamator jacobinus
Clamator jacobinus là một loài chim trong họ Cuculidae.

## Hình ảnh

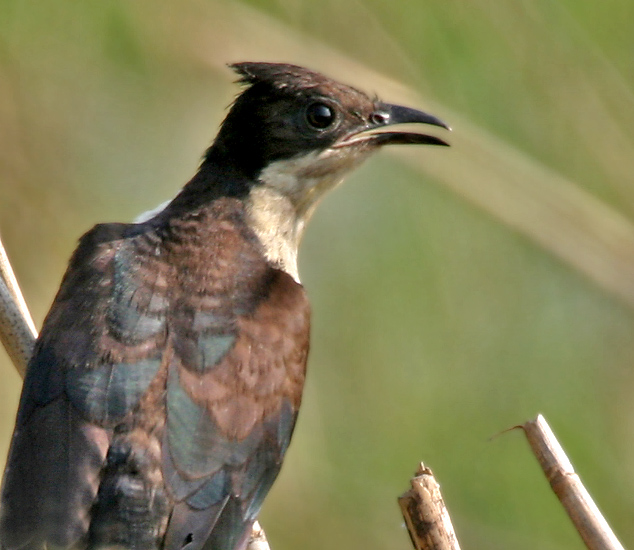
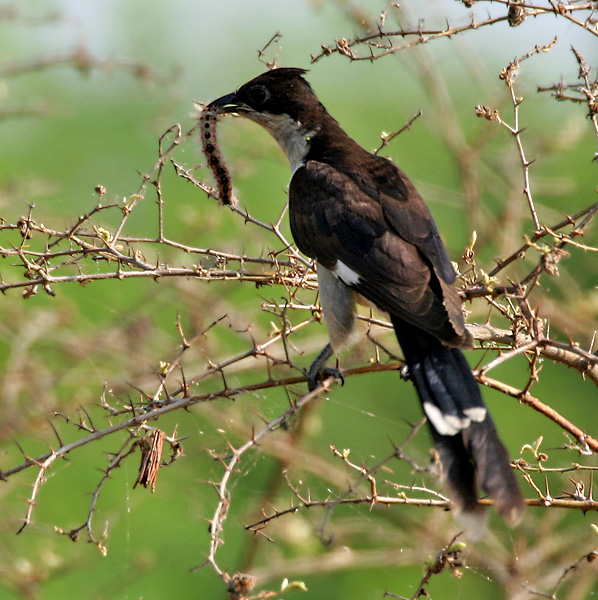